# Einar Hille

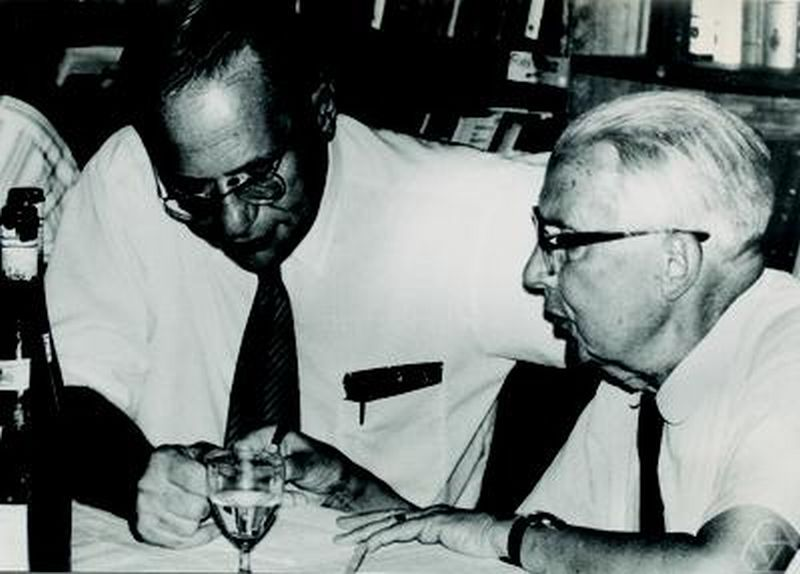
Einar Hille (rechts) 1971

Einar Carl Hille (* 28. Juni 1894 in New York; † 12. Februar 1980 in La Jolla; ursprünglich Carl Einar Heuman) war ein US-amerikanischer, in Schweden aufgewachsener Mathematiker, der sich mit Analysis und Funktionalanalysis beschäftigte.

## Leben und Wirken
Hilles Eltern trennten sich vor seiner Geburt, und er wurde von seiner Mutter allein aufgezogen. Seine Eltern stammten aus Schweden, wohin seine Mutter mit ihm zog, als er zwei Jahre alt war. Dort ging er in Stockholm zur Schule und begann 1911, Chemie zu studieren bei dem späteren Nobelpreisträger Hans von Euler-Chelpin. Er veröffentlichte sogar einige Arbeiten in Chemie, wechselte dann aber zur Mathematik und studierte bei Ivar Bendixson und Helge von Koch. 1914 machte er seinen Abschluss. 1916 schrieb er seine Lizentiatsthese bei Marcel Riesz über konforme Abbildungen, und 1918 wurde er mit einer Arbeit über Kugelfunktionen promoviert. Dafür erhielt er 1919 den Mittag-Leffler-Preis und erhielt die Venia Legendi. 1920 ging er mit einem Stipendium an die Harvard University zu George David Birkhoff und Oliver Kellogg. 1921/22 war er Benjamin Peirce Instructor in Harvard und 1922 Instructor in Princeton. 1923 wurde er Assistent Professor und 1927 Associate Professor in Princeton und 1933 Professor an der Yale University. 1938 wurde er Director of Graduate Studies. 1962 emeritierte er.
Hille arbeitete über verschiedene Themen der Analysis, insbesondere Differential- und Integralgleichungen, spezielle Funktionen, Dirichletreihen und Fourierreihen. Später wandte er sich stärker der Funktionalanalysis zu, war aber stets an deren Anwendungen in der klassischen Analysis interessiert, weniger an abstrakten Fragestellungen. Er ist unter anderem für die Entwicklung der Theorie der Halbgruppen von Operatoren auf Hilberträumen bekannt.
1937/38 war er Präsident der American Mathematical Society (AMS) und 1944 AMS Colloquium Lecturer. Er war Mitglied der American Academy of Arts and Sciences (1932), der National Academy of Sciences (1953) und der Königlich Schwedischen Akademie der Wissenschaften. Er ist Träger des schwedischen Nordstern-Ordens. 1924 war er Invited Speaker auf dem Internationalen Mathematikerkongress in Toronto, 1932 in Zürich und 1954 in Amsterdam und 1962 hielt er einen Vortrag auf dem ICM in Stockholm (Linear fourth order differential equations).
Er war seit 1937 mit der Mathematikerin Kirsti Hille, der Schwester von Øystein Ore, verheiratet, mit der er zwei Söhne hat, einer davon der Biologe Bertil Hille.
Zu seinen Doktoranden zählen Irving Segal, Frederic Bohnenblust, Thomas Saaty.

## Schriften
- mit Ralph Phillips: Functional Analysis and Semi-Groups. 1948, 1957.
- Analytic Function Theory. 2 Bände, 1959, 1964.
- Analysis. 2 Bände, 1964, 1966.
- Lectures on Ordinary Differential Equations. 1969.
- Methods in Classical and Functional Analysis. 1972.
- Ordinary Differential Equations in the Complex Domain. 1976.
- In Retrospect. Mathematical Intelligencer, Band 3, 1980/81, Nr. 1, S. 3–13.